# Реутилізація
Реутиліза́ція — отримання із використаної готової продукції, шляхом її переробки, нової продукції (виробництво паперу з макулатури, металу із металобрухту тощо). Шляхом реутилізації діють шлунки тварин та пастки деяких хижих рослин, де макромолекули їжі розкладаються на малі молекули і всмоктуються в кров, що несе їх до клітин. Останні будують нові макромолекули, які належать уже їхньому організмові.